# عبدی پله
عبدی ایو (به انگلیسی: Abedi Ayew) سرشناس به عبدی پله (به انگلیسی: Abedi pele) (زادهٔ ۵ نوامبر ۱۹۶۴ در آکرا) بازیکن فوتبال حرفه‌ای بازنشسته اهل غنا است. عبدی سال‌ها کاپیتان تیم ملی فوتبال غنا در رقابت‌های بین‌المللی بود که در ۶۷ بازی ۳۳ گل برای تیم ملی کشورش به ثمر رساند. در رده باشگاهی نیز در چند تیم مطرح از جمله مارسی و لیون و مونیخ ۱۸۶۰ نیز بازی کرده‌است و در اواخر بازیگری خود به العین امارات آمد.